# Kirchgemeinde Sancta Maria
Koordinaten: 47° 27′ 49,2″ N, 9° 3′ 46,2″ O; CH1903: 722455 / 258255
Die Kirchgemeinde Sancta Maria ist ein katholisches Kirchenzentrum der Priesterbruderschaft St. Pius X. in Wil, Kanton St. Gallen, Schweiz. Es umfasst eine der Dreifaltigkeit geweihte Kirche, mehrere Gemeinderäume, eine Privatschule sowie ein Schwesternhaus.

## Geschichte
Der erste Schritt zum Bau einer Kirchgemeinde in Wil begann am 20. Januar 1989 mit der amtlichen Gründung des Vereins Nazareth durch Bernard Fellay. Die Vereinigung wurde zur finanziellen Unterstützung von römisch-katholischen Priestern und Institutionen des Katholischen Traditionalismus konstituiert und konnte zu diesem Zweck Grundstücke erwerben, verwalten und veräussern. Bereits 1981 schenkte die ortsansässige Familie Bernhard der Priesterbruderschaft das Grundstück der ehemaligen «Hausbaumschule» in Wil, um dort eine Kirche samt Prioratsgebäude zu errichten. Als das Bauvorhaben 1996 noch immer nicht umgesetzt werden konnte, fasste der Verein Nazareth den Entschluss, für die Durchführung der Erbteilung der Familie Bernhard, zwei Aktienpakete zu übernehmen und zu diesem Zweck das Grundstück der «Hausbaumschule» zu veräussern. Der Baustart für das Gemeindezentrum der Priesterbruderschaft St. Pius X. in Wil fand am 8. Mai 2001 statt; zur Realisierung beauftragte man die in Rickenbach ansässige direco AG als Generalunternehmer. Im August 2003 waren die Gebäude bezugsfertig.
Im September 2021 feierte der emeritierte Bischof von Chur, Vitus Huonder, sein 50-jähriges Priesterjubiläum in der Kirchgemeinde Sancta Maria. Beim Pontifikalamt in der außerordentlichen Form des römischen Ritus assistierten Priester der Bruderschaft, unter anderem Franz Schmidberger.

## Bau und Ausstattung
Das Gemeindezentrum setzt sich aus drei Gebäudeteilen zusammen und liegt an der Hauptstraße 7 am östlichen Stadtrand von Wil und seiner Wohnbebauung. Verknüpft werden die einzelnen Teilobjekte durch einen Kirchenvorplatz, an dessen östlichem Ende das Schwesternhaus grenzt. 
Die einschiffige Kirche bietet Raum für 300 Personen. Die Orgel von Sancta Maria stammte ursprünglich aus der Kirche Sankt Peter und Paul zu Erschwil und wurde 1967 durch den Ludwigsburger Orgelbauer Walcker gebaut; 2012 durch den Feldkircher Orgelbauer Gebrüder Mayer nach Wil versetzt. Dabei wurde das Instrument von 21 auf 28 Register und um ein drittes Manual erweitert.

## Schule
Die Privatschule Dominik Savio wird als gemischte Primarschule und Oberstufe geführt. Ab der 6. Klasse werden nur noch Mädchen beschult, die auch im Internat wohnen können.

## Rezeption
Ende 2016 wurde Kritik an die Erziehungsprinzipien an den Schulen der Piusbruderschaft laut. Diese seien wie unter einer «Käseglocke» abgeschottete «Bibelschulen mit religiösem Drill», deren Bekenntnisse nicht «die Sprache des Humanismus und der Demokratie, sondern der starren Hierarchie» sowie der «Intoleranz gegenüber Andersgläubigen und Ungläubigen» sprächen. Daraufhin bestritt Markus Bayer, damals Rektor der Schule Dominik Savio, die Vorwürfe unter Hinweis auf die offene Zusammenarbeit und regelmässige Visitationen durch die zuständigen Schulbehörden.